# 털쉬땅나무
털쉬땅나무(학명: Sorbaria tomentosa)는 장미과에 속하는 속씨식물 종이다. 6m까지 높게 생장하는 흰 꽃을 가진 작은키나무이다. 아프가니스탄, 중앙아시아, 히말라야가 원산지이며, 뉴질랜드의 남섬으로 유입되었다. 타지키스탄에서는 멸종되었다. 그 변종인 좀쉬땅나무(Sorbaria tomentosa var. angustifolia)는 왕립원예협회의 가든 메리트 상을 수상했다.